# Luo He (vattendrag i Kina, Guangdong)
Luo He (kinesiska: 螺河) är ett vattendrag i Kina. Det ligger i provinsen Guangdong, i den södra delen av landet, omkring 240 kilometer öster om provinshuvudstaden Guangzhou.
Genomsnittlig årsnederbörd är 2 202 millimeter. Den regnigaste månaden är maj, med i genomsnitt 554 mm nederbörd, och den torraste är januari, med 27 mm nederbörd.